# Сосновка (Кваркенський район)
Сосно́вка (рос. Сосновка) — село у складі Кваркенського району Оренбурзької області, Росія.

## Населення
Населення — 157 осіб (2010; 232 у 2002).
Національний склад (станом на 2002 рік):
- росіяни — 77 %